# 혈전증
혈전증(血栓症, thrombosis)은 혈관 내에 혈전이 형성되는 현상으로, 순환계통을 통하는 혈액의 흐름을 방해한다.
형성부에서 떨어져 나와 몸을 떠돌아다니는 현상과 물질은 각각 색전증과 색전으로 부른다.

## 같이 보기
- 트롬복산
- 혈전 형성
- 혈전(thrombus)
- 색전(embolus)
- 색전증(embolism)
- 혈전색전증(thromboembolism)